# Бидерманн, Жанетт
Жанетт Бидерманн (нем. Jeanette Biedermann; род. 22 февраля 1981, Бернау, Бранденбург) — немецкая певица и актриса.

## Биография
Уже в шесть лет Жанетт выступала в детском цирке в качестве акробата, после окончания средней школы поступила в школу стилистов. В 1999 году она в национальном конкурсе талантов Bild-Schlagerwettbewerb, обойдя несколько тысяч конкурсантов. В том же году Бидерманн выпустила дебютный музыкальный сингл «Das Tut Unheimlich Weh» и получила роль в мыльной опере «Хорошие времена, плохие времена», которую играла до 2004 года.
Следующий сингл Жанетт Бидерманн, «Go Back», достиг девятой строчки немецкого-хит парада. Вслед за ним в 2000 году вышел дебютный альбом певицы, Enjoy!. Второй альбом Delicious, вышедший в 2001 году, вошёл в верхнюю двадцатку национального хит-парада, и принёс Бидерманн престижную музыкальную премию Echo как лучшей исполнительнице года. Ещё через год вышел третий альбом Жанетт, Rock My Life, который поднялся на седьмую строчку хит-парада. С ним вышло три сингла, которые оказались в десятке лучших. Четвёртый альбом, Break on Through, стал лучшим в карьере Бидерманн. Он занял шестое место в немецком хит-параде и получил статус платинового. В 2006 вышел альбом Naked Truth, встреченный более прохладно, чем предыдущие. Последний на данный момент альбом певицы, Undress to the Beat, был выпущен в 2009 году.
В 2008 году Бидерманн получила заглавную роль в немецкой теленовелле «Анна и её любовь», которая транслировалась каналом Sat.1 на протяжении четырёх сезонов. В 2006 году Бидерманн возглавила рейтинг самых сексуальных женщин мира по версии немецкой версии журнала FHM.
В 2012 году Бидерманн вместе со своим мужем-гитаристом Йоргом Вейсельбергом и басистом Кристианом Бёмкесом создала поп-группу Ewig, которая выпустила два музыкальных альбома.

## Дискография
- 2000 — Enjoy!
- 2001 — Delicious
- 2002 — Rock My Life
- 2003 — Break on Through
- 2004 — Merry Christmas
- 2006 — Naked Truth
- 2009 — Undress to the Beat